# Campeonato Mundial de Natação em Piscina Curta de 2022 - 200 m medley feminino
A prova dos 200 metros nado medley feminino do Campeonato Mundial de Natação em Piscina Curta de 2022 foi disputada no dia 13 de dezembro de 2022, no Melbourne Sports and Aquatics Centre, em Melbourne, na Austrália.

## Recordes
Antes desta competição, os recordes mundiais e do campeonato nesta prova eram os seguintes:
|                       | Nome           | Nacionalidade | Tempo   | Local | Data                  |
| --------------------- | -------------- | ------------- | ------- | ----- | --------------------- |
| Recorde mundial       | Katinka Hosszú | Hungria       | 2:01.86 | Doha  | 6 de dezembro de 2014 |
| Recorde do campeonato | Katinka Hosszú | Hungria       | 2:01.86 | Doha  | 6 de dezembro de 2014 |

## Medalhistas
| Ouro                | Prata                 | Bronze               |
| Kate Douglass (USA) | Alexandra Walsh (USA) | Kaylee McKeown (AUS) |

## Cronograma
Todos os horários são locais (UTC+11). 
| Data           | Hora  | Evento        |
| -------------- | ----- | ------------- |
| 13 de dezembro | 12:32 | Eliminatórias |
| 13 de dezembro | 20:11 | Final         |

## Resultados

### Eliminatórias
As eliminatórias ocorreram no dia 13 de dezembro com início às 12:32.
| Colocação | Bateria | Raia | Nadadora                | Nacionalidade  | Tempo   | Notas            |
| --------- | ------- | ---- | ----------------------- | -------------- | ------- | ---------------- |
| 1         | 5       | 4    | Kate Douglass           | Estados Unidos | 2:04.39 | Q                |
| 2         | 3       | 3    | Alexandra Walsh         | Estados Unidos | 2:05.94 | Q                |
| 3         | 5       | 6    | Marrit Steenbergen      | Países Baixos  | 2:06.01 | Q,               |
| 4         | 3       | 5    | Kaylee McKeown          | Austrália      | 2:06.07 | Q                |
| 5         | 3       | 6    | Charlotte Bonnet        | França         | 2:06.70 | Q,               |
| 6         | 4       | 4    | Sydney Pickrem          | Canadá         | 2:07.15 | Q                |
| 7         | 5       | 5    | Abbie Wood              | Reino Unido    | 2:07.20 | Q                |
| 8         | 4       | 6    | Sara Franceschi         | Itália         | 2:07.25 | Q                |
| 9         | 4       | 5    | Mary-Sophie Harvey      | Canadá         | 2:07.41 |                  |
| 10        | 2       | 5    | Rebecca Meder           | África do Sul  | 2:07.47 | Recorde nacional |
| 11        | 4       | 2    | Kim Seo-yeong           | Coreia do Sul  | 2:07.74 |                  |
| 12        | 5       | 7    | Kayla Hardy             | Austrália      | 2:08.11 |                  |
| 13        | 3       | 4    | Yui Ohashi              | Japão          | 2:08.12 |                  |
| 14        | 3       | 7    | Lena Kreundl            | Áustria        | 2:08.44 |                  |
| 15        | 5       | 1    | Ao Nakashima            | Japão          | 2:09.55 |                  |
| 16        | 5       | 3    | Zsuzsanna Jakabos       | Hungria        | 2:09.63 |                  |
| 17        | 4       | 3    | Costanza Cocconcelli    | Itália         | 2:09.71 |                  |
| 18        | 2       | 8    | Letitia Sim             | Singapura      | 2:09.82 | Recorde nacional |
| 19        | 5       | 2    | Helena Gasson           | Nova Zelândia  | 2:10.33 |                  |
| 20        | 3       | 2    | Kristýna Horská         | Chéquia        | 2:10.46 |                  |
| 21        | 2       | 4    | Laura Lahtinen          | Finlândia      | 2:10.66 |                  |
| 22        | 4       | 1    | Emelie Fast             | Suécia         | 2:10.95 |                  |
| 23        | 3       | 1    | Cyrielle Duhamel        | França         | 2:11.20 |                  |
| 24        | 4       | 7    | Kristen Romano          | Porto Rico     | 2:12.07 |                  |
| 25        | 5       | 8    | Stephanie Balduccini    | Brasil         | 2:12.46 |                  |
| 26        | 3       | 8    | McKenna DeBever         | Peru           | 2:12.85 |                  |
| 27        | 4       | 8    | Nikoleta Trníková       | Eslováquia     | 2:13.00 |                  |
| 28        | 2       | 1    | Phiangkhwan Pawapotako  | Tailândia      | 2:13.76 |                  |
| 29        | 2       | 2    | Chloe Isleta            | Filipinas      | 2:13.77 | Recorde nacional |
| 30        | 2       | 6    | Chen Szu-an             | Taipé Chinesa  | 2:13.87 |                  |
| 31        | 2       | 7    | Maria Romanjuk          | Estónia        | 2:14.15 |                  |
| 32        | 1       | 4    | Yeung Hoi Ching         | Hong Kong      | 2:19.41 |                  |
| 33        | 1       | 5    | Chen Pui Lam            | Macau          | 2:23.61 |                  |
| 34        | 1       | 3    | Kirsten Fisher-Marsters | Ilhas Cook     | 2:28.89 |                  |
| 35        | 2       | 3    | Ge Chutong              | China          | DNS     | DNS              |

### Final
A final foi realizada no dia 13 de dezembro com início às 20:11.
| Colocação         | Raia | Nadadora           | Nacionalidade  | Tempo   | Notas              |
| ----------------- | ---- | ------------------ | -------------- | ------- | ------------------ |
| Medalha de ouro   | 4    | Kate Douglass      | Estados Unidos | 2:02.12 | Recorde da América |
| Medalha de prata  | 5    | Alexandra Walsh    | Estados Unidos | 2:03.37 |                    |
| Medalha de bronze | 6    | Kaylee McKeown     | Austrália      | 2:03.57 | Recorde da Oceania |
| 4                 | 3    | Marrit Steenbergen | Países Baixos  | 2:04.94 | Recorde nacional   |
| 5                 | 7    | Sydney Pickrem     | Canadá         | 2:05.22 |                    |
| 6                 | 1    | Abbie Wood         | Grã-Bretanha   | 2:07.28 |                    |
| 7                 | 2    | Charlotte Bonnet   | França         | 2:07.37 |                    |
| 8                 | 8    | Sara Franceschi    | Itália         | 2:09.76 |                    |

Legenda
| Recorde mundial       | Recorde mundial (World record)               |                       | Recorde africano                      | Recorde africano (African) |                                           | Q | Classificado por posição (Qualified) |
| Recorde do campeonato | Recorde do campeonato (Championship record)  | Recorde da América    | Recorde da América (Americas)         | q                          | Classificado por melhor tempo (Qualified) |   |                                      |
| Melhor marca do ano   | Melhor marca do ano (World leading)          | Recorde asiático      | Recorde asiático (Asian)              | DNS                        | Não largou (Did not start)                |   |                                      |
| Recorde nacional      | Recorde nacional (National record)           | Recorde europeu       | Recorde europeu (European)            | DNF                        | Não terminou (Did not finish)             |   |                                      |
| Recorde pessoal       | Recorde pessoal do atleta (Personal best)    | Recorde da Oceania    | Recorde da Oceania (Oceania)          | DSQ / DQ                   | Desclassificado (Disqualified)            |   |                                      |
| Recorde da temporada  | Recorde da temporada do atleta (Season best) | Recorde sul-americano | Recorde sul-americano (South America) | NM                         | Sem marca (No mark)                       |   |                                      |